# Mika (sanger)
 For alternative betydninger, se Mika. (Se også artikler, som begynder med Mika)
Mika (født Michael Holbrook Penniman Jr. den 18. august 1983 i Beirut, Libanon) er en engelsk sanger og pianist, der er bosat i London.
Mika blev født i Libanon i 1983, da han var 1 år gammel flyttede han med sin familie til Paris, han flyttede senere til London som 9-årig.

## Karriere
I 2006 udsendte Mika sin debutsingle "Relax, Take It Easy" og hans karriere tog hurtig fart. Singlen blev nr 1 i bl.a. Frankrig og Polen.
Anden single Grace Kelly blev en endnu større succes, hans største hidtil, og hittede verden over. Bl.a. indtog den førstepladsen på UK Singles Chart i hele seks uger.
Debutalbummet Life in Cartoon Motion udkom i februar 2007 og blev meget forskelligt modtaget. De gode anmeldelser kom bl.a. fra de britiske aviser The Observer og Evening Standard, der gav albummet 4/5 stjerner, mens danske Gaffa gav 5/6 stjerner. Den britiske hjemmeside Drowned in Sound var af en anden holdning, og gav kun albummet 1/10 stjerner, denne anmeldelse fik Queen-medlem Brian May til officielt at kritisere hjemmesiden .
Singlen "Love Today" blev også et større hit i Danmark og slog fast at Mika ikke var et one-hit wonder.
Mika skulle have spillet til både Roskilde Festival og Nibe Festival i 2007 men aflyste begge koncerter pga lungebetændelse  Mikas stemme, der strækker sig over tre oktaver , er bl.a. blevet sammenlignet med Freddie Mercurys , David Bowies og Robbie Williams'.
Den 2. februar 2022 blev det annonceret, at Mika er vært for Eurovision Song Contest 2022 sammen med den italienske sangerinde Laura Pausini og den italienske vært Alessandro Cattelan.

## Diskografi

### DVD'er
- Live In A Cartoon Motion – (2007)
- Live Parc Des Princes Paris – (2008)

### Album
- Life in Cartoon Motion (2007)
- The Boy Who Knew Too Much (2009)
- The Origin of Love (2012)
- No Place In Heaven (2015)
- My Name Is Michael Holbrook (2019)

### Singler
- "Relax, Take it Easy" (2006)
- "Grace Kelly" (2007)
- "Love Today" (2007)
- "Big Girl (You Are Beautiful)" (2007)
- "Happy Ending" (2007)
- "Lollipop" (2007)
- "We Are Golden" (2009)
- "Blame it on the girls" (2009)
- "Celebrate" ft. Pharrell Williams (2012)
- "Popular Song" ft. Ariana Grande (2013)
- "Live Your Life" (2013)
- "Boum Boum Boum" (2014)
- "Talk About You" (2015)
- "Last Party" (2015)
- "Good Guys" (2015)
- "Ice Cream" (2019)
- "Domani" (2019)
- "Tiny Love" (2019)